# Залесский, Пётр Васильевич
Пётр Васильевич Залесский (1831—1892) — генерал-майор Русской императорской армии, редактор, издатель журнала «Сотрудник народа», писатель

-публицист и общественный деятель.

## Биография
Пётр Залесский родился в 1831 году на юге России; происходил из потомственных дворян. Рано лишившись родителей, он был помещен в малолетнее сиротское отделение Александровского корпуса и воспитывался на средства императора Николая Павловича; по окончании с отличием курса в Первом кадетском корпусе и производстве в офицеры (1851 год) Залесский слушал лекции в Санкт-Петербургском университете и неустанно работал над своим умственным развитием.
После Крымской войны, в которой он принимал участие, Залесский служил в Западном крае. Служба его проходила в кипучей деятельности: он составлял, по поручению, различные проекты, касавшиеся преобразования той или другой части военного дела, уменьшения расходов и т. п., ездил в командировки и получал всегда самые трудные и многосложные работы, требовавшие постоянного напряжения умственных сил и энергии.
Спустя два десятилетия после Севастопольской кампании он в чине полковника был назначен командиром артиллерии в Керченской крепости. Здесь ему немало пришлось поработать, так как массы казенного имущества не хватало, а что уцелело от расхищения, оказалось в хаотическом беспорядке. Кроме того, назначение это совпало с русско-турецкой войной, когда ему пришлось заниматься снаряжением десанта. Одновременно он вооружал и приводил в порядок крепость, которую сдал в 1878 году в блестящем состоянии. Произведенный в том же году в генерал-майоры, Залесский оставил военную службу и вышел в отставку, переселившись с своим семейством в Москву.
Несмотря на служебные обязанности, поглощавшие у него много времени и сил, Залесский не переставал интересоваться наукой: он читал в Одессе лекции по истории, делал сообщения в публичных заседаниях и писал статьи, помещая их в столичных журналах и местных органах печати. Принимая живое участие в деле основания высшего технического училища, Пётр Васильевич Залесский в то же время писал статьи, в которых доказывал насущную потребность в таком учебном заведении для города Одессы.
В 1886 году он издал в Москве книгу под заглавием «Целесообразный путь к уменьшению военных расходов в мирное и военное время» (Отрывок из этого труда, под заглавием: «Заметки о военной организации и военном хозяйстве», был помещен в «Русской Мысли» за 1885 г., кн. XI). Книга эта обратила на себя серьёзное внимание печати и вызвала обмен мнений в «Неделе», «Московских Ведомостях» и других как в общих, так и в специализированных журналах.
Задумав издавать журнал «Сотрудник Народа», Залесский пригласил в помощники себе Н. М. Богомолова, известного публициста, основательно знакомого с нуждами и потребностями российского крестьянства. К сожалению, выход в свет этого журнала тормозился цензурой. Выпустив с опозданием две книжки (1887 год), Залесский вынужден был ходатайствовать об упразднении в названии журнала слова «Народ», так как затруднения происходили от этого слова. Ходатайство было уважено, и с 4-й книжки журнал стал выходить уже прямо под названием «Сотрудник». В нём Залесский помещал свои статьи по разным общественным вопросам и вел ежемесячно-политическое обозрение. Имея ограниченное число подписчиков, журнал этот не оправдывал производимых на него расходов, тем не менее Залесский продолжал вести издание, глубоко веря, что доброе дело не погибает. К сожалению, со смертью Богомолова, лишившись в лице последнего незаменимого помощника, Залесский в 1888 году прекратил издание.
Бездействие не было свойственно натуре Залесского, и он обратил свое внимание на другое дело. В Москве в то время существовало товарищество под названием «Сотрудник школ» (книги, письменные принадлежности и детские игры). Залесский купил эту фирму и, заметив пробел в нашем учебном и воспитательном деле, предпринял разные полезные издания, сам вырабатывал модели детских игр и т. п., разъезжал по Московской губернии, отыскивая для выполнения заказов кустарей, входил в сношение с лицами отдаленных уголков России, чтобы распространить новые издания и учебные принадлежности, старался об учреждении склада книг и учебных пособий в Сербии, о чём вел переписку с белградским митрополитом Михаилом и т. д. Незадолго до смерти он окончил новый литературный труд: «В просвещении — счастие народа». Эту книгу он завещал в пользу Московского комитета грамотности, членом коего он состоял.
Пётр Васильевич Залесский умер 19 декабря 1892 года. Похоронен на Новодевичьем кладбище в Москве.

## Семья

### Супруга
Анастасия Карловна Залесская — акционер книготоргового и издательского предприятия «Сотрудникъ школъ», вместе с супругом Петром Васильевичем, после его смерти — единственная владелица.

### Дети
Елизавета Петровна Залесская (1860—1920) — педагог, организатор одного из первых в России детских садов, методист дошкольного образования.
Софья Петровна Залесская (1861—1933).
Пётр Петрович Залесский (1863—1917) — генерал-майор Русской императорской армии, генерал для поручений при начальнике штаба Верховного Главнокомандующего.
Ольга Петровна Залесская (1866—1936), до революции — заведующая делами фирмы «Сотрудникъ школъ».
Иосиф Петрович Залесский (6 августа 1868 года — 12 марта 1929 г., Москва) — известный русский и советский металлург, директор Выйского медеплавильного завода.
Анастасия Петровна Залесская (1870—1880).
Владимир Петрович Залесский (1874—1942), профессор, химик, крупный специалист в области производства серной кислоты.
Николай Петрович Залесский (1876—1945) — полковник Русской императорской армии, доцент Военно-инженерной Академии РККА им. Куйбышева, ген-майор инженерно-технической службы.